# 裁判官 (国際司法裁判所)

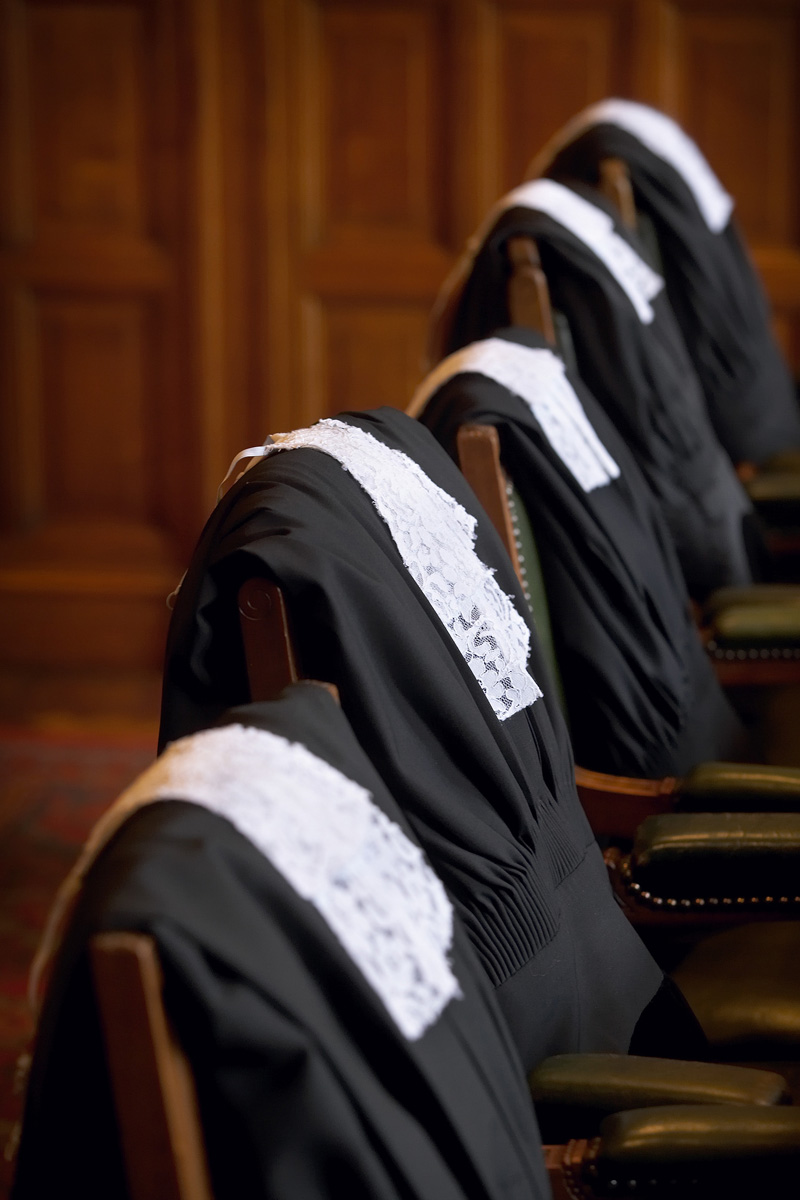
国際司法裁判所の裁判官が着る法服。

本項目では国際司法裁判所の裁判官（こくさいしほうさいばんしょのさいばんかん）について述べる。国際司法裁判所(ICJ)は15名の裁判官によって構成される(ICJ規程第1条、第3条)。ICJ規程第2条では、裁判官に任命される人物は徳望が高く、自国で最高の司法官に任命される資格を有しているか、または国際法の分野で名のある法律家でなければならないとされている。裁判官は自国政府の指示を受けることや政治的な職務や行政上の職務、その他専門的な業務に就くことを禁じられ、外交特権と同様の特権がみとめられる。

## 選出方法
裁判官は個人の資格によって選出され、同じ国籍の者が2名以上常設の裁判官となることはできない(ICJ規程第2条、ICJ規程第3条)。ICJ規程第9条によれば世界の主要な文明形態と主要法系統が代表されるように選出されるべきとされ、実際には政治的、地理的観点から裁判官の国籍が割り当てられる。この国籍の割り当てに関しては慣例的に西欧ほか5名、東欧2名、中南米2名、アジア3名、アフリカ3名の割合で選出されている(#現職の裁判官も参照)。ただし、2018年の選挙で、英国出身の判事の後任にレバノン出身の判事が選挙されたため、西欧ほか4名、アジア4名となっている。
常設仲裁裁判所の裁判官として任命された同一国籍の者4名以下からなる各国の集団を国別裁判官団と呼び、まずこの国別裁判官団が国際司法裁判所裁判官の候補者指名を行い、候補者となるには最低でも1カ国以上の国別裁判官団から指名されなければならない(ICJ規程第7条第1項)。国別裁判官団は自国籍の候補者2名までを含む、合計4名までを候補者として指名をすることができる(ICJ規程第5条第2項)。こうして指名された候補者の中から国連総会と国連安保理で選挙を行い、いずれの選挙においても絶対多数を得た候補者が国際司法裁判所の裁判官に選任される(ICJ規程第10条第1項)。ICJ規程第10条第2項により安保理の選挙において常任理事国による拒否権行使は認められていないが、これまで選挙ではすべての常任理事国の国籍を有する裁判官候補者が当選していた。しかし、この慣行は2018年の選挙で、英国出身の判事の後任にレバノン出身の判事が選挙されたため消滅した。裁判官の任期は9年で3年ごとに5名が改選され、再任されることもできる(ICJ規程第13条第1項)。ただし、任期がまだ終了しない裁判官の後任者として選挙された場合の任期は、前任者の残余期間となる(ICJ規程第15条)。裁判長と副裁判長は任期3年で裁判官らの選挙によって選出される(ICJ規程第21条第1項)。

## 忌避
裁判官は利害関係をもつ裁判に対して自ら回避を申し立てることができるが、これまでに紛争の当事国の側から特定の裁判官に対して忌避の申し立てがなされたことがある。これは裁判官が裁判官に就任する前に自国政府代表として行った発言を理由とするものであった。ICJ規程第17条第2項は裁判官の欠格事由について定めるが、これまでに国際司法裁判所は理由を示すこともなく弁論手続きも経ずに、こうした紛争当事国の忌避申し立てを否決している。

## アドホック裁判官
裁判の紛争当事国の国籍を有する裁判官がいない場合には、その国はその裁判にだけ出席する裁判官を指名することができる。これをアドホック(ラテン語:ad hoc)裁判官、または臨時裁判官などという。この制度は、裁判官は自国政府の立場を代弁するものとする誤った考え方が前提とされているといった批判や、裁判官の守秘義務や独立性を害するという批判もあるが、一方でこの制度がなければ当事国の国籍を有する裁判官に対する安易な忌避につながるだとか、歴史的に国際仲裁裁判では自国籍の裁判が選任されるのが一般的であったなどの理由でこの制度を支持する見解も多い。

## 現職の裁判官
| 氏名                                       | 国籍             | 地域            | 役職     | 着任 | 任期満了 |
| ------------------------------------------ | ---------------- | --------------- | -------- | ---- | -------- |
| 岩澤雄司                                   | 日本             | アジア          | 裁判長   | 2018 | 2030     |
| ジュリア・セブティンデ                     | ウガンダ         | アフリカ        | 副裁判長 | 2012 | 2030     |
| ペーテル・トムカ                           | スロバキア       | 東欧            | 判事     | 2003 | 2030     |
| ロニー・アブラハム                         | フランス         | 北米・西欧 ・他 | 判事     | 2005 | 2027     |
| アブドゥルカウィ・アハメド・ユスフ         | ソマリア         | アフリカ        | 判事     | 2009 | 2027     |
| 薛捍勤（シュエ・ハンチン）                 | 中華人民共和国   | アジア          | 判事     | 2010 | 2030     |
| ダルヴィール・バンダーリ                   | インド           | アジア          | 判事     | 2012 | 2027     |
| ゲオルク・ノルテ                           | ドイツ           | 北米・西欧 ・他 | 判事     | 2021 | 2030     |
| ヒラリー・チャールズワース                 | オーストラリア   | 北米・西欧 ・他 | 判事     | 2021 | 2033     |
| レオナルド・ネメール・カルデイラ・ブラント | ブラジル         | 中南米          | 判事     | 2022 | 2027     |
| フアン・マヌエル・ゴメス・ロブレロ         | メキシコ         | 中南米          | 判事     | 2024 | 2033     |
| セーラ・ハル・クリーブランド               | アメリカ合衆国   | 北米・西欧 ・他 | 判事     | 2024 | 2033     |
| Bogdan-Lucian AURESCU                      | ルーマニア       | 東欧            | 判事     | 2024 | 2033     |
| ダイア・トラディ                           | 南アフリカ共和国 | アフリカ        | 判事     | 2024 | 2033     |
| Mahmoud Daifallah HMOUD                    | ヨルダン         | アジア          | 判事     | 2025 | 2027     |